# Torozaur
Torozaur (Torosaurus) – duży przedstawiciel ceratopsów. Nazwa rodzajowa Torosaurus oznacza „podziurawiony jaszczur” albo „byczy jaszczur”. Jego znaleziska mogą reprezentować w rzeczywistości w pełni dorosłe osobniki Triceratops, co czyniłoby rodzaj Torosaurus nieważnym.

## Opis
Torozaur miał jedną z największych czaszek spośród wszystkich zwierząt lądowych. Mogła ona osiągać 2,8-3,2 m długości. Jest to prawdopodobnie rekord wśród lądowych zwierząt - jedynie eotriceratops mógł mieć dłuższą (ok. 3 m). Sama kryza mierzyła do 1,3 m długości i do ok. 2,5 m szerokości.
Wielka kryza torozaura była ażurowa. Mogła ona pełnić dwie funkcje: odstraszać drapieżniki, takie jak np. tyranozaur czy daspletozaur, i przywabiać samice w czasie zalotów.
Na głowie torozaura znajdowały się trzy rogi - jeden krótki na nosie i dwa długie nad oczodołami.
Torozaur miał mocno umięśnioną szyję, krępy tułów i krótki ogon. Jego kończyny tylne były dłuższe i dużo bardziej masywne niż przednie.

## Występowanie
Torozaur występował w późnej kredzie – około 68–65 milionów lat temu – na obszarze Ameryki Północnej. Jego kości były znalezione w USA na terenie stanów: Wyoming, Montana, Dakota Południowa oraz być może Utah, Teksas, Nowy Meksyk a także w Kanadzie na terenie prowincji Saskatchewan.

## Paleobiologia
Torozaur żywił się roślinami – paprociami oraz niskopiennymi krzewami.

## Historia odkryć ietymologia
Pierwsze skamieniałości torozaura zostały znalezione w 1891 przez Johna Bella Hatchera w hrabstwie Niobrara w stanie Wyoming i opisane w tym samym roku przez Otchniela Charlesa Marscha. Pierwszą czaszkę nazwał Torosaurus latus a drugą Torosaurus gladius. Latus to "szeroki", zaś gladius Marsh nadał od przypominającego ostrze miecza kształtu kości łuskowej. Trzecia czaszka została opisana przez Colberta i Bumpa (1947), którzy uznali oba gatunki Torosaurus za synonimy. Później odkrywano kolejne szczątki, w tym najbardziej kompletny okaz (MOR 1122) w roku 2001, opisany przez Farkego sześć lat później. Znaleziono co najmniej 7 osobników. Holotyp to niekompletna, mierząca ok. 240-256 cm czaszka. Materiał przypisany to niekompletne czaszki, jedna powiązana z częściowym szkieletem pozaczaszkowym.

## SynonimTriceratops?
Status taksonomiczny Torosaurus latus jest kontrowersyjny. Istnieją dwie wykluczające się hipotezy. Według nowej T. latus jest gatunkiem nieważnym, bo reprezentuje w pełni wyrośniętą formę Triceratops. Natomiast według tradycyjnej są to odrębne zwierzęta. Zasugerowano też, że różnice między Torosaurus a Triceratops mogą wynikać z płci (Torosaurus miałby być samcem), lecz obecnie odrzuca się tę hipotezę. Nedoceratops ma mieszankę cech torozaura i triceratopsa oraz pewne cechy pośrednie. Poza różnicami dotyczącymi kryzy - konkretniej kości ciemieniowej - oba ceratopsy są właściwie nieodróżnialne. Analizy kladystyczne wskazują, że są bardzo bliskimi krewnymi. Żyły w tym samym miejscu i czasie. 
Szczątki dinozaurów zebrane z Hell Creek w Montanie wskazują na bardzo małą liczbę młodych i w pełni dorosłych ceratopsów oraz edmontozaurów, a dużą liczbę średniej wielkości (młodocianych). Horner i in. (2011) uważają, że młode oraz wyrośnięte dinozaury żyły w innych środowiskach, bardziej w głębi lądu. Innym wyjaśnieniem jest wysoka śmiertelność przed osiągnięciem maksymalnych rozmiarów - najwięcej znajduje się osobników osiągających 2/3 maksimum. Możliwe, że te niewyrośnięte ceratopsy były już zdolne do rozrodu. Szczątki triceratopsa są znacznie częstsze niż torozaura. Znane są u niego osobniki w różnym wieku i różnych rozmiarów (czaszki od 38 cm do maks. 2,5 m). Torozaury są ogólnie większe: najmniejsze czaszki mierzą - zależnie od metody pomiaru - 1,5-1,8 m a największe - 2,8-3,2 m. Niektóre triceratopsy są więc większe niż niektóre torozaury, co można wytłumaczyć np. zmiennością osobniczą. Badania osteohistologiczne skamieniałości na podstawie próbek pobranych z rogów nadocznych pięciu osobników z różnych stadiów rozwoju ontogenetycznego wskazują, że małe, młode triceratopsy wykazują budowę typową dla niedojrzałej kości a każde kolejne stadium  ma bardziej dojrzałą tkankę. Najbardziej dojrzałą strukturę ma jedyny z badanych torozaurów. Według Scannelli i Hornera (2010) Triceratops zachowywał cechy młodociane przez bardzo długi czas rozwoju (pedomorfizm). Poprzednio uważane za dorosłe triceratopsy nie osiągnęły jeszcze maksimum rozwoju, którym jest forma nazywana dotąd Torosaurus. Badania osteohistologiczne czaszek wykazują, że osobniki Torosaurus są stare, Triceratopsy bez okien to "młode dorosłe" i wcześniejsze stadia rozwoju, a te z oknami - "dorosłe".  U wielu młodych Triceratops w kryzie występują wgłębienia - najpierw na spodzie po bokach kości ciemieniowej. Później wgłębienia przesuwają się bliżej środka i są widoczne także od góry. W miejscu, gdzie Torosaurus ma okna, kryza staje się bardzo cienka - czasem poniżej 0,5 cm, w porównaniu do ok. 2,5–3 cm, a nawet ponad 6 cm w najgrubszym miejscu. Wgłębienie otoczone jest wałem grubszej kości, co jest zachowane u niektórych Torosaurus. Spodziewanym następstwem jest otwarcie się okien (Torosaurus). Kryza staje się coraz dłuższa, co jest widoczne zarówno u Triceratops, jak i Torosaurus. Różki po bokach kryzy - epiparietals na kości ciemieniowej i episquamosals na kości łuskowej - stawały się z początkowo trójkątnych coraz bardziej spłaszczone. U niektórych Torosaurus i Triceratops były one już niewidoczne. Ich liczba i ułożenie znacznie się zwiększa - u Triceratops występuje 5-7 z jednym centralnie położonym a u Torosaurus - 10–12 symetrycznie po obu bokach kości ciemieniowej.
U żadnego innego ceratopsa nie zaobserwowano otwierania się okien późno w ontogenezie - występują one już u bardzo młodych osobników. Możliwe, że wgłębienia na spodzie kryzy są miejscami przyczepu mięśni szyjnych. Ponadto istnieją potencjalne młodociane osobniki Torosaurus.

## ?Torosaurus utahensis
Może być ważnym gatunkiem Torosaurus lub innego - być może nowego - rodzaju albo nieważnym gatunkiem. Holotyp to niekompletna prawa tylna strona czaszki, z kryzy zachowała się kość łuskowa, ale nie kość ciemieniowa. Przypisane osobniki to elementy czaszki (w tym kości ciemieniowe) i elementy pozaczaszkowe.